# Josef Jelínek (calciatore 1902)
Josef Jelínek (Louny, 27 marzo 1902 – 10 gennaio 1973) è stato un calciatore cecoslovacco, di ruolo attaccante.

## Carriera

### Nazionale
Esordisce il 28 ottobre del 1921 contro la Jugoslavia (6-1). Il 17 gennaio 1926 gioca la sua unica partita da capitano contro l'Italia (3-1).